# Gay (Carolina del Norte)
Gay es una comunidad no incorporada en el condado de Jackson, Carolina del Norte, Estados Unidos.

## Historia
En 1907 se estableció una oficina de correos en Gay, que permaneció en funcionamiento hasta su cierre en 1953. La comunidad lleva el nombre de Gay Sutton, un ciudadano pionero.